# Josh Flint
Joshua Hughson Flint (Waterlooville, Inglaterra, 3 de octubre de 2000) es un futbolista británico que juega como defensa en el F. C. Volendam de la Eredivisie.

## Trayectoria
Se unió al Portsmouth F. C. en 2009 y progresó en las categorías inferiores. Debutó con el Portsmouth el 14 de septiembre de 2019, siendo titular y marcando en una victoria por 3-1 en el EFL Trophy contra el Norwich City F. C. sub-21. En octubre de 2019 se unió al equipo de la Isthmian League, el Bognor Regis Town F. C., antes de unirse al equipo con un contrato permanente en enero de 2020 tras ser liberado por el Portsmouth.
El 13 de septiembre de 2020 se incorporó al F. C. Volendam, en principio con su equipo de reserva en la Tweede Divisie. El 23 de noviembre de 2020 debutó con el primer equipo del FC Volendam en la Eerste Divisie, saliendo como suplente en el empate a cero con el Jong Ajax. El 3 de octubre, marcó su primer gol en un partido con el equipo de reserva, el Jong Volendam, en una victoria a domicilio por 3-1 contra el Excelsior Maassluis.
El 16 de diciembre de 2020 firmó un nuevo contrato con el F. C. Volendam, que le mantiene en el club hasta 2023.

## Estadísticas

### Clubes
Actualizado al último partido disputado el 1 de marzo de 2024.
| Club                          | Div.          | Temporada     | Liga  | Liga  | Copas nacionales | Copas nacionales | Copas internacionales | Copas internacionales | Total | Total |
| Club                          | Div.          | Temporada     | Part. | Goles | Part.            | Goles            | Part.                 | Goles                 | Part. | Goles |
| ----------------------------- | ------------- | ------------- | ----- | ----- | ---------------- | ---------------- | --------------------- | --------------------- | ----- | ----- |
| Portsmouth F. C. Inglaterra   | 3.ª           | 2019-20       | 0     | 0     | 2                | 1                | —                     | —                     | 2     | 1     |
| Portsmouth F. C. Inglaterra   | Total club    | Total club    | 0     | 0     | 2                | 1                | 0                     | 0                     | 2     | 1     |
| F. C. Volendam · Países Bajos | 2.ª           | 2020-21       | 2     | 0     | 0                | 0                | —                     | —                     | 2     | 0     |
| F. C. Volendam · Países Bajos | 2.ª           | 2021-22       | 15    | 1     | 0                | 0                | —                     | —                     | 15    | 1     |
| F. C. Volendam · Países Bajos | 1.ª           | 2022-23       | 12    | 0     | 1                | 0                | —                     | —                     | 13    | 0     |
| F. C. Volendam · Países Bajos | 1.ª           | 2023-24       | 18    | 1     | 1                | 0                | —                     | —                     | 19    | 1     |
| F. C. Volendam · Países Bajos | Total club    | Total club    | 47    | 2     | 2                | 0                | 0                     | 0                     | 49    | 2     |
| Total carrera                 | Total carrera | Total carrera | 47    | 2     | 4                | 1                | 0                     | 0                     | 51    | 3     |